# Audemars Piguet
46°34′49″ пн. ш. 6°12′30″ сх. д. / 46.58036° пн. ш. 6.20825° сх. д.

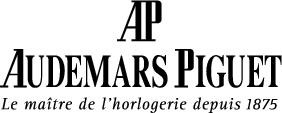

Audemars Piguet (AP) (французька вимова: [odmaʁ piɡɛ]) — це швейцарський виробник складних механічних годинників, заснований у 1875 році годинникарями Жюль-Луї Одмаром і Едвардом-Огюстом Піге. Audemars Piguet, на думку багатьох експертів і шанувальників, вважається одним з найпрестижніших виробників годинників і лідером в області високої годинникової справи.

Швейцарська компанія розробляє і виробляє механічні годинники і ювелірні вироби та славиться своїм авангардним дизайном і є лідером в області створення нових категорій продуктів, таких як нержавіюча сталь на розкішному спортивному годиннику з лінійки Royal Oak.

## Моделі
Royal Oak

Royal Oak Offshore

Royal Oak Concept

Millenary

Jules Audemars

Classique

Haute Joaillerie

### Бутики
Офіційно представлений у 88 країнах. У 2013 році був відкритий бутик у Києві.